# 殘疾人馬術
殘疾人馬術賽事中的选手是有视力障礙或是脑瘫或是截肢或是身体其它部位障礙的馬術，也是殘疾人奧林匹克運動會的項目之一。

## 規則
殘疾人馬術運動員是按照身體部位障礙分級為輪椅Ⅰ、Ⅱ級運動員、肢體殘疾的Ⅲ級運動員、視力殘疾的Ⅳ級運動員。
與正式的馬術運動一樣，殘疾人馬術中有個人和團體賽，再細分為個人賽以上盛裝舞步賽事。個人賽共有4個等級，團體賽卻不設分級。在团体赛中，队中要有至少1位屬於Ⅰ级或Ⅱ级的選手参與赛事。
而在評分方面，前者中有5位裁判會對規定動作按固定的順序、選手馭馬匹時馬匹的準確性、平衡度、協調度以及節奏感，並要在0分至10分之內作出評分，10分為之最高，最後由裁判所給的平均分由高至低排名。後者比較簡單，盛裝舞步的舞姿是由選手依照音樂為馬匹所設計出來，但指定動作是要必須完成。